# Tyagaraja

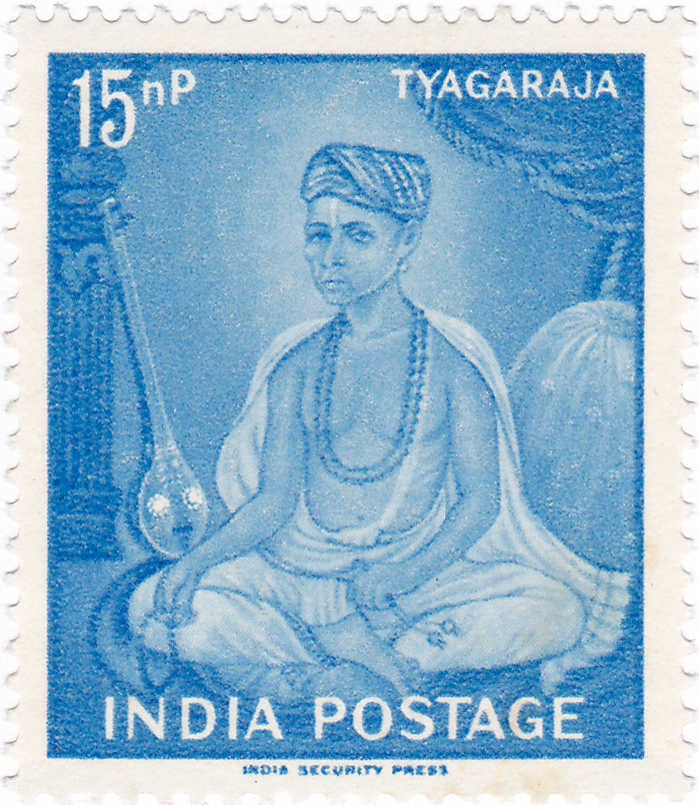

Kakarla Tyagabrahmam (en telugú, త్యాగరాజు; distrito de Kurnool el 4 de mayo de 1767 - distrito de Thanjavur, 6 de enero de 1847), conocido como Tyagaraja, fue uno de los más notables compositores de música carnática de la India. 
Junto con sus contemporáneos Muthuswami Dikshitar y Shyama Shastry, conforma la Trinidad de la música Carnática. Fue un prolífico compositor y altamente influyente en el desarrollo de la tradición de la música clásica del sur de India. Compuso miles de piezas devocionales, la mayoría de ellas en veneración al Señor Rama - muchas de las cuales permanecen populares hasta hoy en su género -. De mención especial son cinco de sus composiciones llamadas Pancharatna Krithis (cinco gemas), que son usualmente cantadas en programas musicales en su honor.